# Hajimete no Gal
Hajimete no Gal (はじめてのギャル lit. Mi primera vez con una gal.?) es una serie de manga escrita e ilustrada por Meguru Ueno. Fue serializada en la revista Shōnen Ace de Kadokawa Shōten desde el 26 de noviembre de 2015. Una adaptación a serie de anime producida por el estudio NAZ comenzó a transmitirse el 12 de julio de 2017.

## Argumento
La historia comienza con Junichi "Jun" Hashiba, un estudiante de secundaria no popular al que le preocupa perder su virginidad. Empujado por sus compañeros, Jun le confiesa de rodillas su amor a su compañera de clase, Yukana Yame. La confesión sorprendentemente funciona y la pareja comienza a salir. Pero Jun se encuentra en tierra desconocida con Yame, una “gyaru” fashion y preocupada por las tendencias.

### Sinopsis
Después de una broma por sus perversos amigos, Junichi Hashiba invita a una chica a salir en un intento desesperado por cambiar el hecho de que es un virgen sin esperanza. Yukana Yame, la chica en cuestión, está disgustada con la humillación de Junichi. Sin embargo, a través de una serie de comentarios burlones, pronto se da cuenta de que le ha tomado cariño y termina, para sorpresa de Junichi, aceptando su confesión.
Así, Hajimete no Gal sigue a Junichi mientras supera su falta de confianza en sí mismo y reprime sus impulsos sexuales, todo mientras se lanza a una vida escolar completamente nueva llena de hermosas chicas y un caos impredecible.

## Personajes
Jun'ichi Hashiba (羽柴 ジュンイチ Hashiba Jun'ichi?)
 Seiyū: Shintarō Asanuma
Es un estudiante de preparatoria de segundo año que se ve forzado por sus amigos a confesárselo a Yukana de rodillas como broma, pero ella acepta su confesión al encontrarlo divertido y accede a salir con él. Jun´ichi es muy inseguro de sí mismo y a menudo suele fantasear con tener relaciones con Yukana, pues su principal objetivo al comenzar a salir con ella es perder su virginidad, cosa que le avergüenza. A menudo que la historia transcurre, comienza a enamorarse de Yukana. Tras haberse graduado de la preparatoria, asiste con Yukana, Yui y Shinpei a la misma universidad, donde se une al club otaku junto a Karin.
Yukana Yame (八女 ゆかな Yame Yukana?)
 Seiyū: Yuki Nagaku
Es una estudiante de preparatoria que asiste al mismo curso que Junichi y que comienza a salir con él después de que este se le confesara de rodillas. Yukana es una gal con mucha confianza en sí misma y que no tarda en admitir frente a todo el salón de clases que sale con Jun´ichi, aunque suele ser tímida ante los acercamientos de este en busca de algo más y con el transcurso de la historia demuestra amar verdaderamente a Junichi. Después de graduarse de la preparatoria, asiste a la misma universidad con Junichi.
Ranko Honjō (本城 蘭子 Honjō Ranko?)
 Seiyū: Eri Kitamura
Es una estudiante de la misma preparatoria que Junichi y Yukana pero en tercer año, tiene la piel bronceada y generalmente usa el uniforme de manera reveladora, siendo una gal al igual que Yukana. Es amiga de la infancia de Yukana, pero también tiene sentimientos de amor por ella, por lo cual siente celos cuando esta comienza a salir con Junichi y al principio trata de hacer que ambos terminen su relación, incitando a Junichi a que engañe a Yukana con ella. Aunque aun no acepta que Junichi sea novio de Yukana, respeta que él demuestre preocupación por ella, al punto en que prefiere que ellos 2 continúen juntos por el momento, por la felicidad de Yukana. Después de graduarse de la preparatoria, Ranko trabaja de entrenadora en un gimnasio.
Yui Kashii (香椎 結衣 Kashii Yui?)
 Seiyū: Ayana Taketatsu
Es una estudiante que va en el mismo curso que Junichi y Yukana, es una chica muy inteligente que estuvo en el mismo curso que Junichi el año anterior al comienzo de la serie y que dice querer hablar más con él. Está secretamente enamorada de Junichi y se sorprende mucho cuando este comienza a salir con Yukana. Tiene un alter ego como idol de Internet llamado "Boa-sama", donde actúa como una verdadera Gal y actúa como su verdadero ser (aunque mantiene en secreto su identidad); también tiene una personalidad tipo Yandere/Yangire, al considerar a todos inferiores a ella como siervos y considera a Junichi como su esclavo principal (en el anime su perro leal) y a ella como su dueña. Más adelante asiste a la misma universidad junto con Junichi y Yukana.
Shizune Fujinoki (藤ノ木 寧音 Fujinoki Shizune?)
 Seiyū: Yui Ogura
Es una estudiante de preparatoria de primer año que tiene la apariencia de una niña pequeña, aunque posee un cuerpo bien dotado. Es amiga de la infancia de Junichi y se molesta mucho al saber que este ha comenzado a salir con Yukana. Está enamorada de Junichi y en el manga tiene una personalidad yandere. Ella se considera la hermanita de Junichi y lo llama Onii-chan, pero al ver que sale con Yukana, empieza a vestir y hablar como Gal, ya que piensa que la chica favorita de Junichi ya no es una hermanita sino una Gal, a lo cual es considerada como una Pseudo-gal. Después de que Junichi y Yukana comienzan a asistir a la universidad, Shizune aspira a convertirse en una seiyū profesional usando el nombre artístico de "Nene Fujinoki".
Shinpei Sakamomo (坂本 慎平, Sakamoto Shinpei)
Seiyū: Toshiyuki Toyonaga
Yūki Kashii
El hermano menor de Yui, que se disfraza de chica atractiva en la escuela, coquetea y se burla de Jun. Yuki le tiene mucho cariño a Yui, pero cuando se da cuenta de que ella se ha deprimido debido a su amor por Jun, trata de apoyarla e interrumpir la relación de Jun con Yukana. Esto es para que Yui pueda volver a ser la hermana mayor fuerte. 
Iris Kotohayashi
La presidenta del consejo estudiantil al que no le gusta que Jun haya atraído a un harén de chicas bonitas en la escuela. Tiene el pelo largo y rubio, y es en parte francesa y en parte japonesa. Tiene la reputación de encarcelar a estudiantes como en el manga de Prison School. En la mayor parte de sus apariciones Jun accidentalmente le baja las faldas, por lo que ella lo abofetea.
Dai Mitarai (御手洗大 Mitarai Dai?)
 Seiyū: Tatsuhisa Suzuki
Excompañero de clases de Yukana de la secundaria. Tiene el hábito de robar novias de otros chicos. Tras enterarse de que Yukana está saliendo con Junichi, decidió quitársela para hacerla suya y tener relaciones sexuales, pero es detenido por Ranko, quien le propinó una golpiza. Dai es un personaje exclusivo del anime.
Chiyo Gokomachi
Vecina de Junichi y compañera de la universidad, cuya familia administra una tienda de confitería en Kyoto. A simple vista es una persona amigable, pero en el fondo es violenta y manipuladora, ya que no le gusta gastar dinero. Ella obliga a Junichi a pagar para arreglar el hueco del departamento por haberla espiado (aunque fue ella quien rompió la pared e hizo que Junichi la espiara mientras fingía ser abusada). Ella trabajó como camarera en un restaurante de Kyoto. Con el fin de solucionar el problema acerca del heredero de la tienda de confitería de su familia, Chiyo le pide a Junichi que finja ser su novio.
Karin Kurihama
Una chica que asiste a la misma universidad que Junichi y también es miembro del club otaku. Se caracteriza por su largo cabello rubio. También está acostumbrada a llevar varios piercings en la oreja izquierda. Ella aspira a ser una artista de manga, por lo que recluta a Junichi para que le enseñe a poner romance en su manga.
Omae Sakurako
Es la presidenta del Club Otaku, a la que pertenecen Junichi y Karin. Es una chica de carácter burbujeante y enérgico, sobre todo cuando se deja llevar por las bebidas alcohólicas.

## Media

### Manga
El manga, escrito e ilustrado por Meguru Ueno, comenzó su serialización en la revista Shōnen Ace de Kadokawa Shōten el 26 de noviembre de 2015. Hasta el 25 de abril de 2025, han sido publicados 20 volúmenes tankōbon.
El autor Meguru Ueno publicó una actualización a través de su cuenta oficial de Twitter, señalando que el manga Hajimete no Gal (My First Girlfriend Is a Gal) había publicado su capítulo final en la octava edición de este año (2021) de la Monthly Shonen Ace, publicada el 25 de junio en Japón. «De repente, “Hajimete no Gal” ha finalizado en la edición más reciente de la Monthly Shonen Ace. Revelaré más información al respecto próximamente».
No obstante, el comunicado se trataba de una broma por parte del autor, pues lo que terminó fue el “Arco de Preparatoria“. Ahora, en una nueva actualización, Ueno explicó que, a partir del próxima edición de la revista, comenzará el “Arco de Universidad” con nuevos desarrollos. «¡Así es! ¡El arco de preparatoria finalizó este mes! El próximo, comenzaremos con “Hajimete no Gal: Daigakusei-hen” (Arco de Universidad)!. ¡Así que no está terminando, sino comenzando!».

#### Volúmenes
| Volúmenes de manga publicados | Volúmenes de manga publicados | Volúmenes de manga publicados |
| Número                        | Fecha de publicación          | ISBN                          |
| ----------------------------- | ----------------------------- | ----------------------------- |
| 1                             | 26 de mayo de 2016            | ISBN 978-4-04-104265-6        |
| 2                             | 26 de octubre de 2016         | ISBN 978-4-04-105032-3        |
| 3                             | 25 de marzo de 2017           | ISBN 978-4-04-105455-0        |
| 4                             | 26 de junio de 2017           | ISBN 978-4-04-105777-3        |
| 5                             | 26 de diciembre de 2017       | ISBN 978-4-04-105776-6        |
| 6                             | 25 de junio de 2018           | ISBN 978-4-04105775-9         |
| 7                             | 26 de octubre de 2018         | ISBN 978-4-04107472-5         |
| 8                             | 25 de marzo de 2019           | ISBN 978-4-04107473-2         |
| 9                             | 25 de septiembre de 2019      | ISBN 978-4-04108584-4         |
| 10                            | 25 de febrero de 2020         | ISBN 978-4-04108585-1         |
| 11                            | 21 de julio de 2020           | ISBN 978-4-04109738-0         |
| 12                            | 26 de enero de 2021           | ISBN 978-4-04-109739-7        |
| 13                            | 26 de julio de 2021           | ISBN 978-4-04-111583-1        |
| 14                            | 26 de enero de 2022           | ISBN 978-4-04-111585-5        |
| 15                            | 26 de julio de 2022           | ISBN 978-4-04-112719-3        |
| 16                            | 24 de febrero de 2023         | ISBN 978-4-04-113368-2        |
| 17                            | 25 de agosto de 2023          | ISBN 978-4-04-114024-6        |
| 18                            | 26 de marzo de 2024           | ISBN 978-4-04-114764-1        |
| 19                            | 25 de septiembre de 2024      | ISBN 978-4-04-115524-0        |
| 20                            | 25 de abril de 2025           | ISBN 978-4-04-116230-9        |

### Anime
Una adaptación a anime fue anunciada el 21 de noviembre de 2016 producida por el estudio NAZ y dirigida por Hiroyuki Furukawa, comenzó a emitirse el 12 de julio de 2017. El opening es "Hajimete no Season" interpretado por Junjō no Afilia y el ending es "Gal Chikku Love" interpretado por Erabareshi. La serie tiene 10 episodios y una OVA.

#### Lista de episodios
| Episodios | Episodios                                                                            | Episodios                |
| Número    | Título                                                                               | Fecha de estreno         |
| --------- | ------------------------------------------------------------------------------------ | ------------------------ |
| 1         | «Mi primera vez arrodillado» «Hajimete no Dogeza» (はじめての土下座)                 | 12 de julio de 2017      |
| 2         | «Mi primer karaoke» (はじめてのカラオケ)                                             | 19 de julio de 2017      |
| 3         | «Mi primer llamado» «Hajimete no Kuro Gyaru» (はじめての黒ギャル)                    | 26 de julio de 2017      |
| 4         | «Mi primera Gal seria» «Hajimete no Seiso Gyaru» (はじめての清楚ギャル)              | 2 de agosto de 2017      |
| 5         | «Mi primera visita» «Hajimete no Pagyaru» (はじめてのパギャル)                       | 9 de agosto de 2017      |
| 6         | «Mi primera vez en la casa de Yame» «Hajimete no Yame-san ka» (はじめての八女さん家) | 16 de agosto de 2017     |
| 7         | «Mi primer trabajo» «Hajimete no Baito» (はじめてのバイト)                           | 23 de agosto de 2017     |
| 8         | «Mi primer viaje» «Hajimete no ryokō» (はじめての旅行)                               | 30 de agosto de 2017     |
| 9         | «Mi primer pelea» «Hajimete no kenka» (はじめてのケンカ)                             | 6 de septiembre de 2017  |
| 10        | «Mi primera confesión» «Hajimete no kokuhaku» (はじめての告白)                       | 13 de septiembre de 2017 |
| OVA       | «Mi primer festival escolar» «Hajimete no bunkamatsuri» (はじめての文化祭)           | 26 de diciembre de 2017  |

## Diferencias entre versiones
Debido a que la producción del anime dio inicio con la salida del tomo 2 del manga, la historia del anime resume muchos eventos y omite algunas subtramas de la misma, esto afecta de forma drástica tanto en la personalidad como desarrollo de varios de los personajes. Al mismo tiempo, la obra crea muchas situaciones de relleno que difieren por completo en la trayectoria original de la obra. Algo a considerar, es que el anime esta más enfocado en crear un mayor contenido de fanservice que el manga, al igual que el manga contiene un enfoque más romántico. 

## Recepción

### Anime
El primer episodio del anime fue criticado por varios redactores de Anime News Network. James Beckett describió que el fanservice era el esperado y que encarnaba "todos los estereotipos de comedia sexual más irritantes que dejaron de ser divertidos cuando las secuelas de American Pie se esfumaron hace más de una década". Nick Creamer describió que las barras de censura eran lo único único del programa y que los personajes centrales no eran agradables. Theron Martin tenía alguna esperanza de que Yukana tuviera al menos cierta profundidad de carácter. Paul Jensen encontró que la premisa de dos personajes de diferentes círculos sociales tiene potencial, pero el primer episodio era desagradable y tonto, fuera de algunos momentos en los que Yukana reaccionara a la confesión de Junichi. Rebecca Silverman consideró el episodio principalmente como fetichismo y, a menos que se atenúe y "comenzara a desarrollar a Yukana como una persona real, podría ser una comedia algo astuta y obscena", pero no planeaba ver más para averiguarlo.